# Trimestr
Trimestr (z lat. tri-, tři a mensis, měsíc) znamená doslova "trojici měsíců" a může znamenat:
- čtvrtletí – obecně tříměsíční období
- jedna ze tří fází těhotenství, také se používá označení trimenon (z řečtiny)
- část školního roku –  na některých zejména vysokých školách, obvykle třetina školního roku; obdoba delšího semestru

## Příklad
Na některých amerických školách je rok rozdělen do čtyř trimestrů (zimní: leden - březen, jarní: duben - červen, letní: červenec - září a podzimní: říjen - prosinec). V letním trimestru mají řádní studenti volno, školy však často organizují různá praktika, kurzy a podobně.